# Helsinki Wolverines
Stade
Maillots
Champion 2011
Les Helsinki Wolverines sont un club finlandais de football américain basé à Helsinki. Le club fut fondé en 1995.

## Palmarès

Ancien logo

- Vice-champion de Finlande : 2006

## Entraîneurs
- 2020-2022 :  Michael Mattingly